# Minaria hemipogonoides
Minaria hemipogonoides là một loài thực vật có hoa trong họ La bố ma. Loài này được (E.Fourn.) T.U.P.Konno & Rapini mô tả khoa học đầu tiên năm 2006.